# Лецурцуме
Лецурцуме (груз. ლეწურწუმე) — село в Грузии, на территории Чхороцкуского муниципалитета края (мхаре) Самегрело-Верхняя Сванетия.

## География
Село находится в западной части Грузии, на правом берегу реки Хобисцкали, на расстоянии приблизительно 1 километра (по прямой) к западу от города Чхороцку, административного центра муниципалитета. Абсолютная высота — 227 метров над уровнем моря.

## Население
По результатам официальной переписи населения 2014 года в Лецурцуме проживал 801 человек (381 мужчина и 420 женщин). В национальной структуре населения грузины составляли 99,6 %.
| Год  | Население, человек |
| ---- | ------------------ |
| 2002 | 736                |
| 2014 | ↗ 801              |